# Jeršanovo
Jeršanovo je naselje u slovenskoj Općini Bloki. Jeršanovo se nalazi u pokrajini Notranjskoj i statističkoj regiji Notranjsko-kraškoj. 

## Stanovništvo
Prema popisu stanovništva iz 2002. godine naselje je imalo 24 stanovnika.